# The Edison Twins
The Edison Twins was een Canadese jeugdserie van CBC Television en werd opgenomen tussen 1983 en 1986.  Er werden in totaal 78 afleveringen gemaakt.  De Belgische televisiezender BRT1 (thans Een), zond het programma destijds uit op zondagnamiddag.
De serie gaat over de avonturen van de twee-eiige tweeling Tom en Annie Edison (respectievelijk gespeeld door Andrew Sabiston en Marnie McPhail), hun ondeugende broer Paul (Sunny Besen Thrasher) en hun beste vriend Lance Howard (Milan Cheylov).  In elke aflevering komen zij terecht in een mysterieuze, bovennatuurlijke situatie: spoken in een theater, ufo's, klopgeesten, onverklaarbare ontvoeringen of verdwijningen, ...   Tom en Annie gaan op zoek naar de oorzaak en gebruiken hun uitermate uitgebreide kennis van wetenschap en experimenten om  de waarheid te achterhalen.  Telkens blijkt er bedrog in het spel te zijn: fraude, piramidespellen, maffiapraktijken, afpersing, ...
Elke aflevering eindigt met een animatie die het basisprincipe uitlegt van het belangrijkste wetenschappelijke experiment dat in de betreffende aflevering aan bod kwam.